# Restrição Pfaffiana
Em dinâmica, uma restrição Pfaffiana é uma maneira de descrever um sistema dinâmico na forma:
{\displaystyle \sum _{s=1}^{n}A_{rs}du_{s}+A_{r}dt=0;\;r=1,\ldots ,L}
onde L é o número de equações em um sistema de restrições.
Os sistemas holonômicos sempre podem ser escritos na forma de restrição Pfaffiana.

## Derivação
Dado um sistema holonômico descrito por um conjunto de equações de restrições holonômicas
{\displaystyle f_{r}(u_{1},u_{2},u_{3},\ldots ,u_{n},t)=0;\;r=1,\ldots ,L}
onde {\displaystyle \{u_{1},u_{2},u_{3},\ldots ,u_{n}\}} são as n Restrições holonômicas#Transformacões%20em%20coordenadas%20independentes%20generalizadas|coordenadas generalizadas]] que descrevem o sistema, e onde {\displaystyle L} é o número de equações em um sistema de restrições, nós podemos diferenciar pela regra da cadeia cada equação:
{\displaystyle \sum _{s=1}^{n}{\frac {\partial f_{r}}{\partial u_{s}}}du_{s}+{\frac {\partial f_{r}}{\partial t}}dt=0;\;r=1,\ldots ,L}
Por uma simples substituição de nomenclatura, nós chegamos a:
{\displaystyle \sum _{s=1}^{n}A_{rs}du_{s}+A_{r}dt=0;\;r=1,\ldots ,L}